# Kellenberger Switzerland
Die Kellenberger Switzerland AG ist ein international tätiger Schweizer Hersteller von Hochpräzisions-Schleifmaschinen und Drehmaschinen mit Sitz in Goldach, Kanton St. Gallen, und zählte 1995 zu den weltweit führenden Anbietern von Präzisionsrundschleifmaschinen. Das Unternehmen gehörte von 1995 bis 2025 zum US-Konzern Hardinge und hiess Hardinge Kellenberger AG. Davor firmierte es als L. Kellenberger & Co. AG.

## Unternehmensgeschichte
1917 gründete Leonhard Kellenberger in St. Gallen eine mechanische Werkstätte zur Herstellung von Schleifmaschinen. 1918 brachte die L. Kellenberger & Compagnie die erste eigenentwickelte Universalschleifmaschine auf den Markt, 1920 die erste Flachschleifmaschine sowie eine Spezialschleifmaschine für das Überholen von Automobilmotoren, 1922 die erste Kurbelwellenschleifmaschine. 1960 spezialisierte sich Kellenberger auf Universal-Rundschleifmaschinen. 
1995 wurde L. Kellenberger & Co. AG vom amerikanischen Unternehmen Hardinge übernommen. Hardinge Kellenberger AG diente seither als Managementgesellschaft in der Hardinge Grinding Group, zu der die Unternehmen Voumard, Hauser, Tschudin und Usach gehörten. Die Hardinge-Gruppe mit Sitz in Atlanta (USA) war 2017 der weltgrößte Hersteller von Spindelwerkzeugen. 2009 wurden 65 der 400 Stellen, von denen 240 am Standort in St. Gallen und 160 in Biel angesiedelt waren, abgebaut. Der Umsatz belief sich auf 100 bis 110 Mio. CHF. 2010 übernahm Kellenberger das britische Unternehmen Jones & Shipman. Am 21. Mai 2013 folgte die Übernahme von Forkardt Operations, am 9. September 2014 erfolgte die Übernahme von Voumard.
Ende 2023 wurde eine neue Produktionsstätte mit 25'000 m² in Goldach SG eingeweiht.
Am 31. Januar 2025 verkündete die Kellenberger AG, das sie sich von der Hardinge-Gruppe löst und in Zukunft unter Kellenberger Switzerland AG firmiere. Zu Kellenberger, Voumard, Hauser und Tschudin kommt die Marke Usach & Super-Precision hinzu, die kundenspezifische Präzisionslösungen im Schleifbereich abdeckt.

## Tätigkeitsgebiet
Kellenberger ist spezialisiert auf die Entwicklung und Produktion von numerisch gesteuerten Präzisionsschleifmaschinen und Systemen der mittleren und obersten Technologiestufe. Kellenberger machte 2008 einen Umsatz von 120 Mio. Schweizer Franken.
Das Unternehmen stellt Universal- und Rundschleifmaschinen für das Aussenrund- und Innenrundschleifen kleiner und mittelgrosser Werkstücke her. Diese finden Anwendung in der Präzisionsanfertigung von Prototypen sowie Klein-, Mittel- und Grossserien in den Branchen Maschinenbau, Werkzeug- und Formenbau, Automobil und Elektroindustrie, Hydraulik, Luft- und Raumfahrt, Präzisionsindustrie, Werkzeugindustrie.

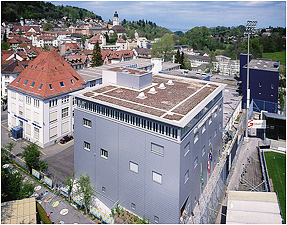
Standort St. Gallen

## Belege
1. ↑  Marke Kellenberger auf kellenberger.com.
2. ↑  Kellenberger an Hardinge verkauft. In: Finanz und Wirtschaft. 29. November 1995, S. 14.
3. ↑  Patent  DE1034505B: Werkzeugmaschine zum Bearbeiten, z. B. zum Schleifen zylindrischer und konischer Bohrungen von insbesondere feststehenden Werkstücken. Angemeldet am 12. Juli 1955, veröffentlicht am 17. Juli 1958, Anmelder: Hans Deckel, Friedrich Wilhelm Deckel.‌
4. ↑  Fertigungstiefe von 85 % - Viele Kernkomponenten werden im eigenen Haus produziert 100 Jahre Innovationen in der Schleiftechnik. In: mav. 12. April 2017 (industrie.de [abgerufen am 28. August 2017]).
5. ↑   Collet knowledge. In: Machinery. Juli 2017, archiviert vom Original (nicht mehr online verfügbar) am 16. September 2017; abgerufen am 2. Februar 2025 (englisch).
6. ↑  Kellenberger baut 65 Arbeitsplätze ab, 20min.ch, 5. August 2009
7. ↑  Kellenberger stellt sich auf magere Zeit ein (Memento vom 9. September 2017 im Internet Archive), Tagblatt, 6. August 2009
8. ↑  Kellenberger übernimmt Jones & Shipman. 7. April 2010, abgerufen am 31. Januar 2025.
9. ↑  ACQUISITIONS. In: sec.gov. 30. September 2014, abgerufen am 31. Januar 2025.
10. ↑  Kellenberger weiht neue Produktionsstätte in Goldach/Schweiz ein. In: Werkstatt & Betrieb. Abgerufen am 31. Januar 2025.
11. ↑  Kellenberger löst sich von Hardinge-Gruppe. In: nc-fertigung.de. Schlütersche Fachmedien GmbH, abgerufen am 31. Januar 2025.
12. ↑  Firma von Hardinge Kellenberger AG – Entwicklung und Produktion von Präzisions-Schleifmaschinen, Goldach, Schweiz. Abgerufen am 28. August 2017.
13. ↑  Hardinge Kellenberger AG plant Neubau. In: St. Galler Tagblatt. 8. April 2010 (Online).
14. ↑  Fertigungstiefe von 85 % - Viele Kernkomponenten werden im eigenen Haus produziert 100 Jahre Innovationen in der Schleiftechnik. In: mav. 12. April 2017 (industrie.de [abgerufen am 28. August 2017]).